# Je voudrais que la nuit me prenne
Je voudrais que la nuit me prenne est un roman de Isabelle Desesquelles paru le 16 août 2018 aux éditions Belfond ayant reçu la même année le prix Femina des lycéens,.

## Éditions
- Éditions Belfond, coll. « Pointillés », 2018  (ISBN 978-2714479488)[3].